# Państwowe gospodarstwo rolne

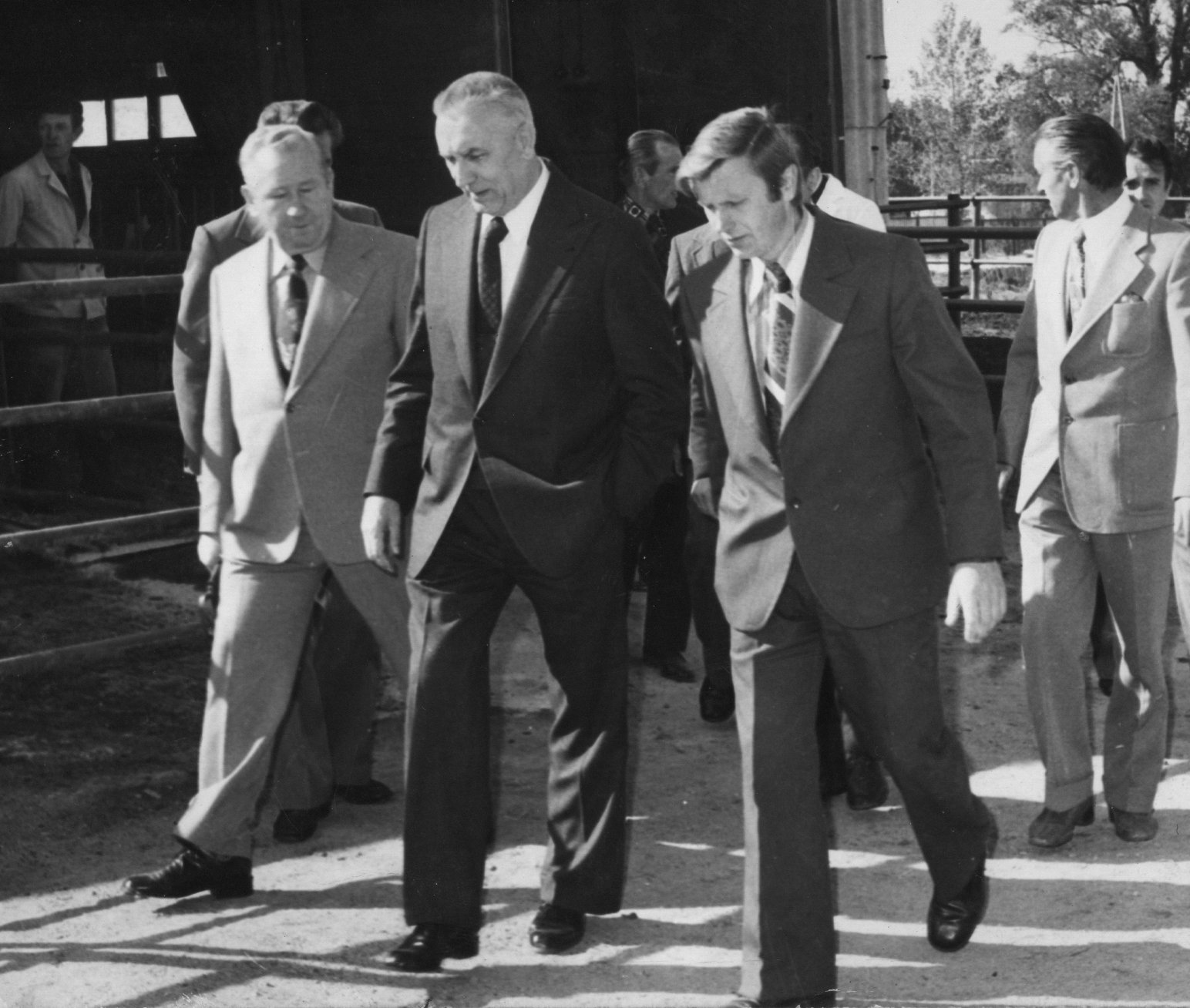
Edward Gierek z wizytą w PGR Rząśnik

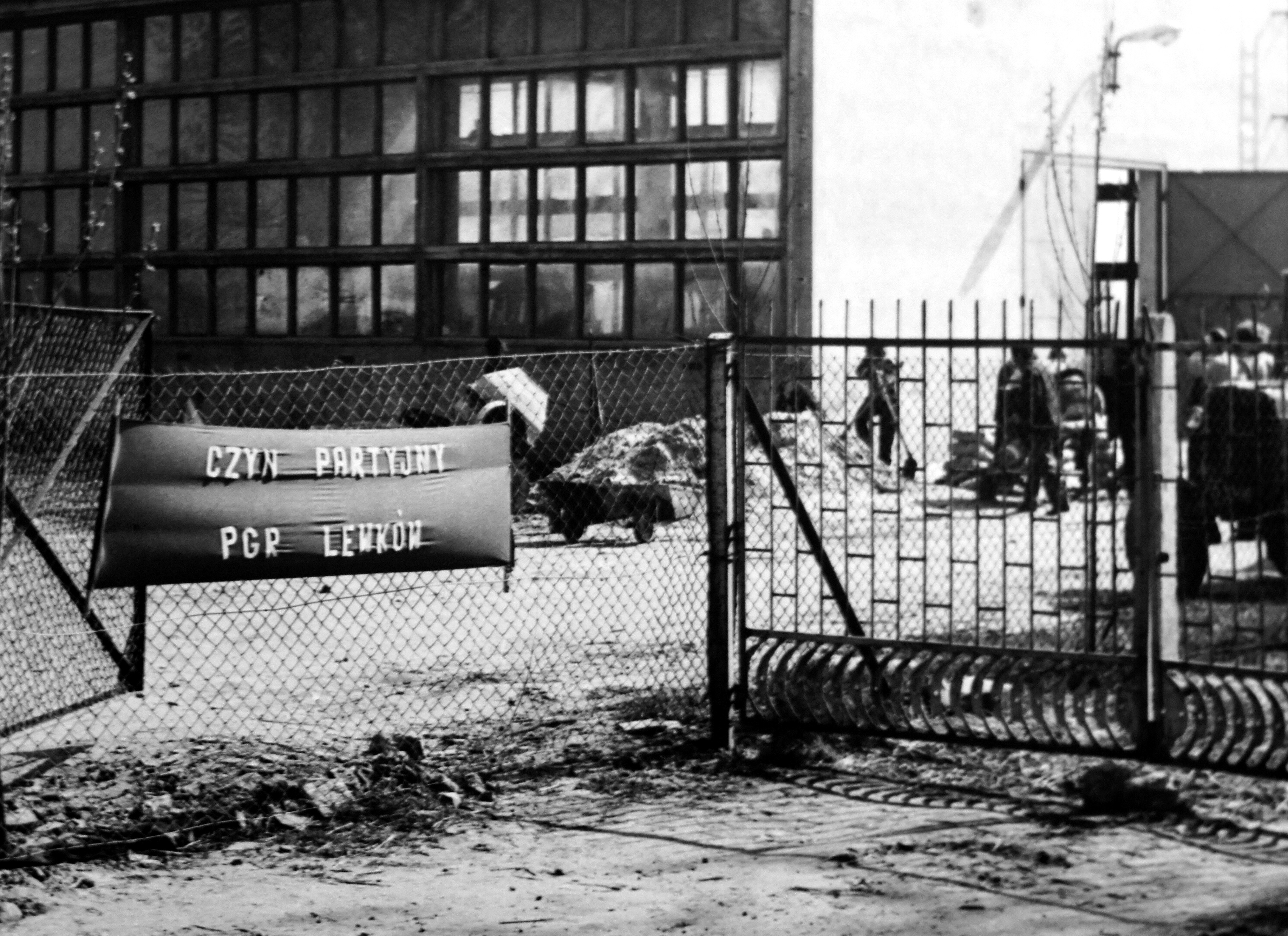
Czyn partyjny w PGR Lewków (II połowa lat 70. XX w.)

Państwowe gospodarstwo rolne (PGR, od 1976 – państwowe przedsiębiorstwo gospodarki rolnej – PPGR) – duże, socjalistyczne przedsiębiorstwa rolne będące własnością państwową.
W 1949 roku rząd rozpoczął przymusową kolektywizację, polegającą na zrzeszaniu chłopów w rolniczych spółdzielniach produkcyjnych. W 1956 roku na fali odwilży z blisko 10 tys. spółdzielni pozostało 1,5 tys., wobec czego uspołecznioną formą pozostały Państwowe Gospodarstwa Rolne powstające równolegle wcześniej, utworzone 12 lutego 1949 z Państwowych Nieruchomości Ziemskich, Państwowych Zakładów Hodowli Koni i Państwowych Zakładów Hodowli Roślin. Gospodarstwa takie tworzone były głównie na bazie wcześniejszych majątków ziemskich. Wiele takich gospodarstw powstało na Ziemiach Odzyskanych.
Do 1988 r. PGR-y pochłaniały ponad 50% środków przeznaczanych na inwestycje w rolnictwie. Średnie zatrudnienie w PGR wynosiło 12,1 osób na 100 hektarów. Według Adama Tańskiego, prezesa Agencji Własności Rolnej Skarbu Państw w latach 1992–2002, z rachunku ekonomicznego wynikało, że powinny to być 3–4 osoby.

## Historia zarządzania PGR-ami
W początkowym okresie istnienia gospodarstwa działały w Zespołach (ZPGR). Przez lata 50. następowały liczne przekształcenia struktury organizacyjnej na szczeblu pośrednim i centralnym. W latach 1951–1956 funkcjonowało Ministerstwo Państwowych Gospodarstw Rolnych. Po wielu przeformowaniach struktury organizacyjnej ostatecznie zlikwidowano zespoły, a z reguły każde gospodarstwo uzyskało samodzielność: działanie na własny rozrachunek, osobowość prawna, pełna możliwość kierowania i decydowania, odrębność finansowa.
Taki stan jednak również nie trwał długo. Samodzielne gospodarstwa były słabe, miały problemy z zaopatrzeniem. Dlatego też już w latach 60. rozpoczął się proces łączenia gospodarstw. Zazwyczaj silniejsze gospodarstwa przejmowały zarząd nad gospodarstwami słabszymi. W ten sposób powstały Państwowe Wieloobiektowe Gospodarstwa Rolne (PWGR), którym podlegały inne, mniejsze gospodarstwa. Np. PWGR Pamięcin podlegało gospodarstwo w Laskach Lubuskich. Rozpoczęto również tworzenie kombinatów. Pierwszym kombinatem był Kombinat Państwowych Gospodarstw Rolnych w Manieczkach, powstały w lipcu 1960 roku.
W 1950 r. PGR gospodarowały na ok. 2,2 mln ha, a w 1969 r. zajmowały prawie 2,7 mln ha. W 1969 r. istniało 6110 państwowych gospodarstw rolnych, zgrupowanych w 3775 przedsiębiorstwach (gospodarstwa samodzielne, gospodarstwa wieloobiektowe, kombinaty). Przeciętna wielkość gospodarstwa w tym czasie wynosiła 459 ha użytków rolnych. Do głównych zadań PGR należały:
- produkcja towarowa, zwłaszcza zboża, mięsa i mleka,
- produkcja wysoko kwalifikowanego materiału nasiennego i zwierząt zarodowych,
- rozwój przemysłu rolnego – suszarnictwo pasz, przetwórstwo ziemniaków i innych płodów rolnych,
- zagospodarowanie gruntów Państwowego Fundusz Ziemi,
- upowszechnianie postępu w całym rolnictwie.

Na początku lat 70. rozpoczęto już na dobre proces łączenia PGR-ów w kombinaty – przedsiębiorstwa wielozakładowe – na obszarze całego kraju. Celem koncentracji miały być kompleksowa mechanizacja robót, intensywniejszy rozwój hodowli, szybszy wzrost dostaw mleka, większa specjalizacja produkcji, właściwa polityka kadrowa. Łączenie gospodarstw miało też pozwolić na szybszą poprawę warunków socjalno-bytowych załóg i na planowy i dynamiczny rozwój budownictwa mieszkaniowego. W 1976 ustanowiono formę organizacyjno-prawną państwowych przedsiębiorstw gospodarki rolnej (PPGR).
W 1978 roku próbowano ratować PGR-y, tworząc przy współpracy ze Związkiem Socjalistycznych Republik Radzieckich na terenie Polski dwa wzorowe gospodarstwa (jednym z nich był Kombinat PGR Manieczki), które miały pokazać, jak powinno się zarządzać oraz gospodarować, by uzyskiwać doskonałe wyniki, przez co inne PGR-y mogłyby się uczyć. Nie odniosło to jednak znaczącego skutku.
Koncentracja nie przyniosła zamierzonych efektów, nie zadziałał efekt skali, a kombinaty nie były efektywne, jak wcześniej zakładano. Dlatego też w latach 80. nastąpiły kolejne reorganizacje i powrót do mniejszych gospodarstw – państwowych przedsiębiorstw gospodarki rolnej, które również były przedsiębiorstwami wielozakładowymi, ale założono, że nie będą mogły składać się z więcej niż pięciu zakładów i nie mogły przekraczać powierzchni 4000 ha. Pod koniec lat 80. istniało około 1000 wielozakładowych PPGR-ów, mimo to najwięcej o powierzchni 5–10 tys. ha.
Niektóre PGR-y produkowały na eksport. PGR Grabinek eksportował po 40 wagonów miesięcznie ze swoimi produktami do Niemiec, Francji, Włoch, Kuby, Związku Socjalistycznych Republik Radzieckich, Maroka i na Cejlon.

## Rodzaje PGR-ów
Na przestrzeni lat PGR-y funkcjonowały głównie jako m.in.:

- kombinaty państwowych gospodarstw rolnych (KPGR),
- państwowe gospodarstwa rolne (PGR),
- kombinaty rolno-przemysłowe (KRP),
- państwowe gospodarstwa rolno-przemysłowe (PGRP),
- przedsiębiorstwa rolno-przemysłowe (PRP),
- kombinaty rolne (KR),
- zakłady rolne (ZR),
- państwowe przedsiębiorstwa gospodarki rolnej (PPGR),
- państwowe stada ogierów (SO),
- stadniny koni (SK),
- kombinaty ogrodnicze (KO),
- zakłady ogrodnicze (ZO),
- kombinaty państwowych gospodarstw ogrodniczych (KPGO),
- państwowe gospodarstwa ogrodnicze (PGO),
- państwowe gospodarstwa hodowlane (PGH),
- państwowe gospodarstwa rybackie (PG Ryb.),
- ośrodki hodowli ryb (OHR),
- państwowe gospodarstwa szklarniowe (PGSz),
- państwowe ośrodki hodowli zarodowej (POHZ),
- państwowe gospodarstwa rolno-szkoleniowe (PGRSz),
- państwowe gospodarstwa sadownicze (PG Sad.),
- państwowe gospodarstwa szkółkarskie (PG Szkółk.)
- gospodarstwa hodowli zarodowej (GHZ),
- stacje hodowli roślin ogrodniczych (SHRO),
- stacje hodowli roślin (SHR),
- państwowe przedsiębiorstwa hodowlane (PPH),
- przedsiębiorstwo hodowli roślin i nasiennictwa (PHRN),
- państwowe gospodarstwa hodowli zwierząt futerkowych (PGHZF),
- fermy hodowli zwierząt futerkowych (FHZW),
- fermy przemysłowego tuczu trzody chlewnej (FPTTCh),
- hodowle buraka cukrowego (HBC),
- hodowle buraka pastewnego (HBP),
- hodowle ziemniaka (SHZ),
- rolne zakłady zielarskie „Herbapol” (RZZ),
- zakłady warzywnicze (ZW),
- stacje doświadczalne oceny odmian (SDOO) (także te w COBORU).

Do PGR-ów zaliczano także:
- Państwowe Tory Wyścigów Konnych w Warszawie (TWK),
- Centrum Wyszkolenia Jeździeckiego w Poznaniu (CWJ),
- Państwowy Ośrodek Treningu Koni w Sopocie (OTK),
- Kujawski Ośrodek Kultury Rolnej w Starym Brześciu (OKR),
- Przedsiębiorstwo Przemysłu Drzewnego w Karzcinie (PPD),
- Wojewódzki Ośrodek Postępu Rolniczego w Sielinku (WOPR),
- Związek Przedsiębiorców Rolnych w Bydgoszczy.

Zasadniczo do kategorii PGR-ów nie zaliczano gospodarstw, które nie podlegały Ministerstwu Rolnictwa. Państwowe Przedsiębiorstwa Rolne (PPRol), w których pracowali więźniowie, podlegały Ministerstwu Sprawiedliwości, natomiast Wojskowe Gospodarstwa Rolne były podporządkowane Ministerstwu Spraw Wewnętrznych.

## Funkcje socjalne PGR-ów
Przeciętny pracownik PGR-u, oprócz pensji otrzymywał (na przykładzie Zakładu Rolnego Grabinek z siedzibą w Bolegorzynie):
- dodatkowe roczne wynagrodzenie (tzw. trzynastka);
- różne dodatki oraz premie za wzrost produkcji i nadgodziny;
- deputaty: 1 litr mleka dziennie na osobę;
- mieszkanie socjalne;
- działkę 25 arów (dla chętnych);
- 25 kwintali (2,5 tony) ziemniaków rocznie;
- węgiel przed sezonem grzewczym;
- dla dzieci: dofinansowanie kolonii, dożywianie, choinka;
- drugie śniadanie w szkole ze stołówki zakładowej: mleko lub herbata, kanapki, drożdżówki;
- obiad w stołówce zakładowej dla dzieci.

Większość gospodarstw spełniała wiele funkcji społecznych, które nie mogły przynosić zysków w formie pieniężnej. Do takich działań zalicza się prowadzenie świetlic, klubów, przedszkoli lub nawet szkół i straży pożarnych, dożywianie i dowożenie dzieci, zaspokajanie potrzeb mieszkaniowych, utwardzanie i utrzymywanie lokalnych dróg czy prowadzenie działań melioracyjnych.

## Statystyka

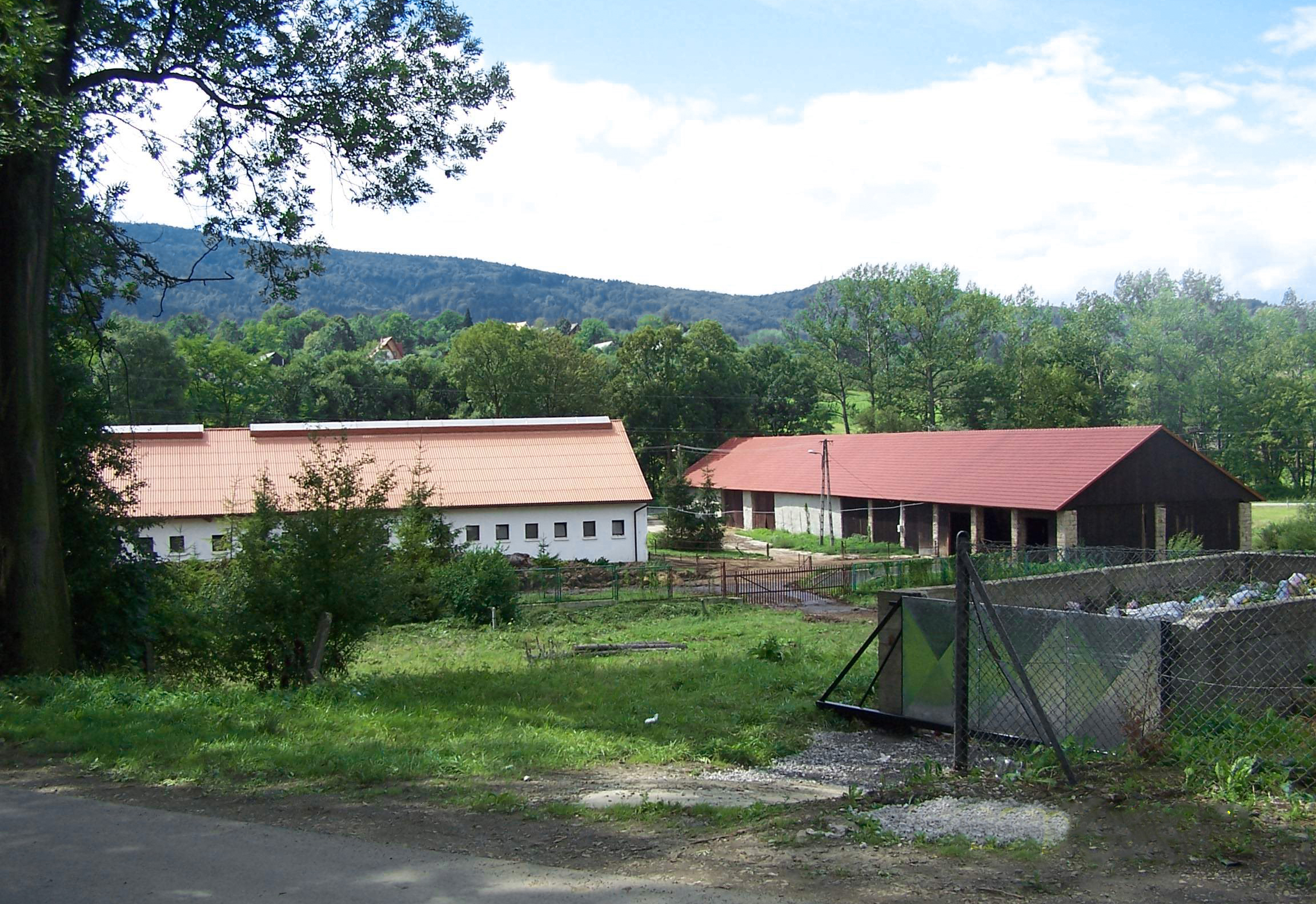
PGR w Szczyrzycu

### Ziemie sektora państwowego w rolnictwie
Według danych rocznika statystycznego GUS liczba państwowych jednostek gospodarczych w rolnictwie i powierzchnia użytków rolnych przedstawiała się następująco (w tys. ha):
| Rok  | Liczba gospodarstw państwowych | Powierzchnia w tys. ha | Powierzchnia w tys. ha | Powierzchnia w tys. ha |
| Rok  | Liczba gospodarstw państwowych | Ogólna                 | Użytków rolnych        | w tym gruntów rolnych  |
| ---- | ------------------------------ | ---------------------- | ---------------------- | ---------------------- |
| 1950 | 9679                           | 2401,2                 | 1972,2                 | 1624,7                 |
| 1960 | 7876                           | 3015,2                 | 2424,9                 | 1914,8                 |
| 1965 | 8828                           | 3301,4                 | 2660,4                 | 2032,2                 |
| 1970 | 7716                           | 3528,6                 | 2878,0                 | 2176,6                 |
| 1989 | 1112                           | 4256,0                 | 3507,0                 | 2742,0                 |

### Sektor państwowy w rolnictwie nadzorowany przez Ministra Rolnictwa
Sektor państwowy w rolnictwie reprezentowany był – obok PGR – również przez jednostki organizacyjne instytutów naukowo-badawczych, stacji doświadczalnych, stacji oceny odmian czy oświaty rolniczej.
W 1971 r. Minister Rolnictwa – według danych rocznika statystycznego GUS – sprawował nadzór nad następującymi jednostkami organizacyjnymi (w tys. ha):
| Wyszczególnienie                                            | Liczba gospodarstw sektora państwowego | Powierzchnia w tys. ha | Powierzchnia w tys. ha | Powierzchnia w tys. ha |
| Wyszczególnienie                                            | Liczba gospodarstw sektora państwowego | Ogólna                 | Użytków rolnych        | w tym gruntów rolnych  |
| ----------------------------------------------------------- | -------------------------------------- | ---------------------- | ---------------------- | ---------------------- |
| Wojewódzkie Zjednoczenie PGR                                | 3878                                   | 2518,3                 | 2311,2                 | 1754,6                 |
| Zjednoczenie Hodowli Zwierząt Zarodowych                    | 404                                    | 214                    | 196,2                  | 143,1                  |
| Zjednoczenie Państwowych Gospodarstw Rybackich              | 108                                    | 343,8                  | 9,5                    | 4,1                    |
| Zjednoczenie Hodowli Roślin i Nasiennictwa                  | 358                                    | 213,4                  | 197,8                  | 161,2                  |
| Zjednoczenie Nasiennictwa Ogrodniczego i Szkółkarstwa       | 126                                    | 39,7                   | 34,9                   | 29,0                   |
| Gospodarstwa rolne oświaty rolniczej                        | 191                                    | 40,8                   | 34,4                   | 25,2                   |
| Gospodarstwa rolniczych instytutów naukowych                | 112                                    | 45,1                   | 38,3                   | 29,0                   |
| Gospodarstwa Rolniczych rejonowych zakładów doświadczalnych | 39                                     | 20,9                   | 18,8                   | 15,1                   |
| Gospodarstwa stacji doświadczalnictwa rolniczego            | 40                                     | 9                      | 8,5                    | 7,0                    |
| Państwowe gospodarstwa rolne resortów nierolniczych         | 2538                                   | 142,2                  | 90,4                   | 56,1                   |

### Przekazanie gruntów PGR do Zasobu Własności Rolnej Skarbu Państwa
W ustawie z 1991 r. o gospodarowaniu nieruchomościami Skarbu Państwa stwierdzono, że grunty Państwowych Gospodarstw Rolnych wchodzą w skład Zasobu Własności Rolnej Skarbu Państwa.
Według danych raportu Agencji Własności Rolnej Skarbu Państwa liczba nieruchomości i powierzchnie gruntów rolnych przejętych do Zasobu przedstawiały się następująco:
| Rok  | Liczba przejętych PGR | Powierzchnia przejętych gruntów (w tys. ha) | Stopień realizacji planu (w %) |
| ---- | --------------------- | ------------------------------------------- | ------------------------------ |
| 1992 | 539                   | 1369,6                                      | 36,0                           |
| 1993 | 1350                  | 3028,2                                      | 79,7                           |
| 1994 | 1658                  | 3728,0                                      | 89,1                           |
| 1995 | 1666                  | 3742,0                                      | 98,4                           |
| 1996 | 1966                  | 3750,1                                      | 98,7                           |

## Park maszynowy

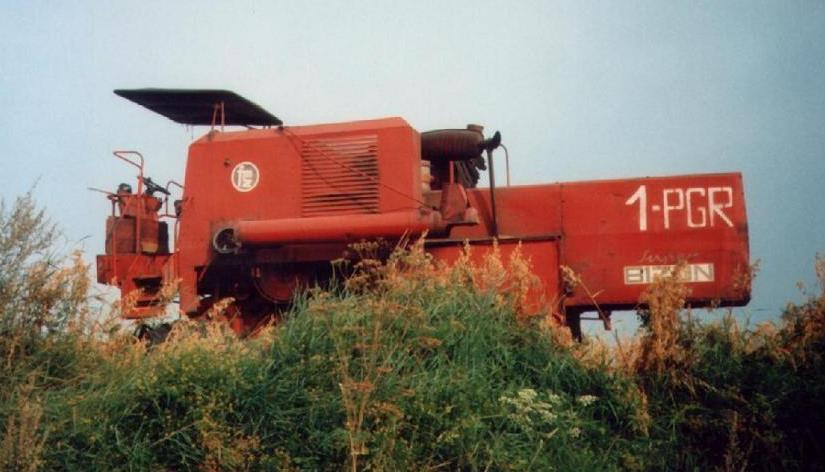
Jedna z wielu maszyn rolniczych wykorzystywana w PGR-ach – kombajn Bizon model Z056

W PGR-ach używano głównie polskich maszyn rolniczych. Część maszyn była importowana z innych krajów bloku wschodniego. Ciągniki w przeważającej większości były produkcji Ursusa. Część z nich była również produkcji Zetora. Ciężkie ciągniki przegubowe Kirowiec oraz ciągniki gąsienicowe DT sprowadzano ze Związku Socjalistycznych Republik Radzieckich. Kombajny były produkcji FMŻ, PGR-y były głównym odbiorcą kombajnów Bizon Gigant.

## PGR-y po 1989 r.
Rok 1989 państwowe gospodarstwa rolne zakończyły zyskiem. Na skutek wzrostu cen żywności i zmiany sposobu wyceny zasobów zysk ten w roku 1990 był pozornie większy i wynosił 6 bln starych złotych. W efekcie likwidacji systemu dotacji do produktów rolnych oraz środków produkcji, drożejącego kredytu i zaprzestania praktyki skupowania całej produkcji przez państwowe zakłady przetwórstwa rok 1991 PGR-y zakończyły stratą wynoszącą 6,7 bln starych złotych. Z 1520 państwowych przedsiębiorstw gospodarki rolnej składających sprawozdania do Głównego Urzędu Statystycznego, stratę poniosły 1152 przedsiębiorstwa, wynik zerowy uzyskały 3 przedsiębiorstwa, a zysk netto wypracowało 365 przedsiębiorstw.
W 1989 roku PGR gospodarowały na ok. 17,8% ogólnej powierzchni ziemi rolnej w Polsce. W 1990 roku zatrudniały 395 tys. osób (w 1980 roku było to 490,3 tys.). Po przejściu na gospodarkę rynkową na podstawie ustawy z 19 października 1991 roku o gospodarowaniu nieruchomościami rolnymi Skarbu Państwa państwowe gospodarstwa rolne zostały zlikwidowane, a ich majątek został przejęty przez Agencję Własności Rolnej Skarbu Państwa (obecnie Krajowy Ośrodek Wsparcia Rolnictwa). 1/3 gospodarstw była w stanie finansować swoje wydatki. W momencie przejmowania przez Agencję w PGR pracowało 193 tys. pracowników, pozostali znaleźli zatrudnienie gdzie indziej.
72 przedsiębiorstwa postawiono w stan likwidacji jeszcze przed powstaniem Agencji Własności Rolnej SP, tj. w 1991 roku. Większość PGR-ów postawiono w stan likwidacji w roku 1992, a ostatecznie wszystkie PGR-y postawiono w stan likwidacji do 31 grudnia 1993. Na ich bazie utworzono 1794 Gospodarstwa Rolne Skarbu Państwa (GRSP), które następnie były zarządzane przez tymczasowych zarządców lub administratorów, a docelowo likwidowane (do 1995 roku zlikwidowano 699 gospodarstw). Następnie dążono do sprzedaży lub dzierżawy gospodarstw i majątku towarzyszącego gospodarstwom takim jak mieszkania, ośrodki wczasowe, baza socjalna itp. Dokonano także sprzedaży części ziemi indywidualnym rolnikom. Część majątku odzyskali przedwojenni właściciele (np. Kościół katolicki zyskał PGR Szczyrzyc). Część najsłabszych ziem pozostała niezagospodarowana przez kilka lat. Proces sprzedaży i dzierżawy popegeerowskiej ziemi trwa w dalszym ciągu.
Agencja Własności Rolnej Skarbu Państwa przejęła wszystkie 1666 państwowych przedsiębiorstw gospodarki rolnej. W skład zasobu Własności Rolnej Skarbu Państwa włączono 1665 PGR-ów (nie włączono PGR Przelewice Pyrzyckie, który w 1993 roku przekazano Gminie Przelewice). Oprócz nieruchomości rolnych Agencja przejęła także pozostały majątek PGR-ów: 333,3 tys. mieszkań, 858 gorzelni, winiarni, browarów (w tym co najmniej 844 gorzelni, 6 winiarni, 3 browary), 269 masarni i rzeźni, 21 przetwórni owoców i warzyw, 898 suszarni zbóż i zielonek (w tym co najmniej 588 suszarni zbóż i 298 suszarni zielonek), 717 mieszalni pasz, 31 młynów i kaszarni, 3173 magazynów zbożowych, 10 cegielni, 66 tartaków, 75 chłodni, 3222 kotłowni, 627 innych obiektów produkcyjnych, 415 sklepów, 147 hoteli, zajazdów, restauracji i barów, 672 obiektów o charakterze socjalnym, kulturalnym i sportowym oraz 2136 zabytkowych zespołów dworskich i pałacowo-parkowych.
Do końca września 1995 sprzedano 201,2 tys. ha. Oprócz tego przekazano nieodpłatnie:
- osobom prawnym Kościoła 16 243 ha,
- Lasom Państwowym 13 028 ha,
- gminom 4316 ha,
- na dożywotnie użytkowanie 1744 ha,
- innym użytkownikom 4113 ha.

Proces likwidacji państwowych przedsiębiorstw gospodarki rolnej zakończył się w 1995 roku, w efekcie zlikwidowanych zostało 1654 PPGR-ów. Ostatnim zlikwidowanym PGR-em było Państwowe Gospodarstwo Rolne „Torfrol” w Poznaniu, zlikwidowane 30 listopada 1995. Kilka gospodarstw działało i wciąż działa jako spółki Skarbu Państwa w administrowaniu Krajowego Ośrodka Wsparcia Rolnictwa, np. Kombinat Rolny Kietrz Sp. z o.o., błędnie czasem określany jako ostatni PGR, w rzeczywistości Kombinat Rolny „Kietrz” jako PGR został zlikwidowany 31 sierpnia 1992. Jedna z prywatnych spółek powstałych na bazie zlikwidowanego Państwowego Gospodarstwa Rolnego w Warszawie-Bródnie przyjęła nazwę PGR Bródno Sp. z o.o. oraz zachowała logotyp PGR-u.
Likwidacja PGR-ów wiązała się często z ograniczeniem lub całkowitym zaniechaniem chowu zwierząt, ograniczeniem produkcji roślinnej, zmianą metod uprawy. Pociągnęło to za sobą drastyczne ograniczenie miejsc pracy i wynikającą z tego całą gamę problemów w regionach, w których były one jedynymi pracodawcami, po restrukturyzacji nowi właściciele ograniczali znacznie zatrudnienie, przywileje socjalne i działalność społeczną. PGR-y były bardzo często organizatorami życia społecznego i teoretycznie zapewniały zaspokojenie właściwie wszelkich potrzeb pracowników. Ich likwidacja oraz inne przyczyny (np. likwidacja połączeń autobusowych, zamykanie linii kolejowych, likwidacja szkół) spowodowały często szkody w strukturze lokalnych społeczności, które nie przystosowały się do nowej sytuacji gospodarczej, zaczął się szerzyć alkoholizm, bierność i bezradność społeczna. Dewastacji uległ także majątek – częściowo na skutek kradzieży, częściowo z powodu braku elementarnych zabezpieczeń. Społeczno-ekonomiczne (głównie socjalne) skutki likwidacji PGR-ów były jednym z najważniejszych i empirycznie najszerzej eksplorowanych obszarów badań polskiej socjologii w okresie współczesnym likwidacjom.
Według Mariusza Sikory, prezesa zarządu państwowego Kombinatu Rolnego „Kietrz”, jeżeli części PGR-om dano by szansę, to mogły i na pewno dobrze by sobie radziły w obecnych warunkach. Były gospodarstwa, które mogły na siebie zarabiać i miały potencjał.
W latach 1991–2004 Agencja Własności Rolnej Skarbu Państwa prowadziła dla byłych pracowników program aktywizacyjny. W 1991 roku liczba bezrobotnych podających PGR jako ostatnie miejsce zatrudnienia wynosiła 100 tys., do 2004 roku 48 tys. z nich otrzymało pracę lub ofertę pracy. W latach 1994–2004 na różne formy pomocy, stypendia edukacyjne, dojazdy do szkół wydano ok. 1,2 mld zł. Pracownikom PGR zaoferowano również wykup mieszkań po preferencyjnych cenach.
22 lipca 2008 otwarto Muzeum Państwowego Gospodarstwa Rolnego w Bolegorzynie.

## Spółki rolne
Do 2011 przetrwało ok. 600 spółek dzierżawiących ziemię i zatrudniających wielu dawnych pracowników PGR. Ustawa nakazała zwrot 30% uprawianej ziemi lub likwidację spółki po wygaśnięciu umowy dzierżawnej. W wyniku tej ustawy i odmowy zwrotu ziemi likwidowanych jest lub będzie ponad 150 spółek.